# Friedrichskanal

Das Deutsche Eck mit Friedrichskanal links und Ohre rechts

Der Friedrichskanal ist ein Kanal im Drömling in Sachsen-Anhalt. 
Der Friedrichskanal führt vom Verknüpfungspunkt von Kunrauer Vorflutgraben und Flötgraben westlich von Dannefeld südostwärts, östlich an Miesterhorst vorbei, zur Ohre, die er nördlich von Mannhausen erreicht. Dort liegt das „Deutsche Eck“, eine keilförmige Landzunge. Die Länge des Kanals beträgt etwa 13 Kilometer. Das Wasser fließt Richtung Ohre.
Der Friedrichskanal ist nach Friedrich dem Großen benannt, der den Drömling urbar machen ließ. So entstanden viele Flächen zur landwirtschaftlichen Nutzung, vor allem Weideflächen.